# Pronephrium salicifolium
Pronephrium salicifolium là một loài thực vật có mạch trong họ Thelypteridaceae. Loài này được (Wall. ex Hook.) Holttum miêu tả khoa học đầu tiên năm 1972.